# Уокер, Дэвид Шелби
Дэвид Шелби Уокер (англ. David Shelby Walker; 2 мая 1815, Кентукки — 20 июля 1891, Таллахасси, штат Флорида) — американский политик и юрист, занимал пост губернатора Флориды в 1865—1868 годах.
Уокер начал свою политическую карьеру как член партии вигов, был членом первого Сената штата в 1845 году.
Уокер баллотировался на должность губернатора штата Флорида в 1856 году, но проиграл демократу Медисону Перри. До американской гражданской войны, он был членом Конституционной партии и выступал против выхода Флориды из состава США.
Уокер был судьей в Верховном суде Флориды в 1860—1865 годах.